# Никольское (Самарская область)
Нико́льское (чув. Иванкка)  — село в Безенчукском районе Самарской области России. Входит в состав сельского поселения Купино.

## География
Село находится в юго-западной части Самарской области, в лесостепной зоне, на правом берегу реки Безенчук, на расстоянии примерно 4 километров (по прямой) к северо-северо-востоку (NNE) от посёлка городского типа Безенчук, административного центра района. Абсолютная высота — 36 метров над уровнем моря.
Климат
Климат характеризуется как умеренно континентальный засушливый, с жарким сухим летом и холодной малоснежной зимой. Среднегодовое количество осадков составляет 363 мм. Средняя температура января составляет −13,4 °С, июля — +21,4 °С.
Часовой пояс
Село Никольское, как и вся Самарская область, находится в часовой зоне МСК+1. Смещение применяемого времени относительно UTC составляет +4:00.

## История
Село Никольское основано в 1771 году. Изначально село было чувашское и называлось «Нижняя Ивановка», ибо была на землях графа И. Г. Орлова.
Каменная церковь была построена в 1831 году на средства графини Анны Алексеевны Орловой-Чесменской; освящена в честь иконы Пресвятой Богородицы «Неопалимая купина». Церковь имела 3 престола в одном алтаре. Главный престол в честь иконы Богородицы «Неопалимая Купина» и боковой южный престол в честь Николая Чудотворца были освящены в 1832 году архиепископом Симбирским и Сызранским Анатолием. В 1833 г. самарским протоиереем Иоанном Цветковым был освящён и второй боковой (северный) престол в честь великомученика Георгия Победоносца. По некоторым свидетельствам, церковь могла вместить 400 человек.
В «Списке населенных мест Российской империи» 1864 года издания (по сведениям 1859 года) населённый пункт упомянут как удельное село Никольское (Ивановка) Самарского уезда (1-го стана) при реке Безенчуге. В селе насчитывалось 122 двора и проживало 767 человек (362 мужчины и 405 женщин). Имелась православная церковь.
С 1895 г. при храме была открыта одноклассная чувашская церковно-приходская школа.
В 1931 году храм был закрыт и использовался под зерносклад, мастерские, заправку. В 2006 году архиепископ Самарский и Сызранский Сергий распорядился восстановить храм.

## Население
| 2010 | 2012 | 2013 | 2014 | 2015 | 2016 |
| ---- | ---- | ---- | ---- | ---- | ---- |
| 525  | ↗527 | ↗528 | ↘509 | ↗547 | ↘546 |

Половой состав
По данным Всероссийской переписи населения 2010 года в гендерной структуре населения мужчины составляли 50,3 %, женщины — соответственно 49,7 %.
Национальный состав
Согласно результатам переписи 2002 года, в национальной структуре населения чуваши составляли 55 % из 544 чел., русские — 42 %

## Улицы
Уличная сеть села состоит из восьми улиц.